# Лутіков Анатолій Степанович
Анатолій Степанович Лутіков (рос. Анатолий Степанович Лутиков; нар. 5 лютого 1933, Ленінград — 23 жовтня 1989, Тирасполь) — російський шахіст, гросмейстер від 1974 року.

## Шахова кар'єра
У 1960 роках належав до широкої когорти провідних шахістів Радянського Союзу. Між 1959 і 1969 роками сім разів брав часть у фіналах чемпіонатів СРСР, найвищого успіху досягнув на перетині 1968 i 1969 років у Алма-Аті, де посів 3-тє місце. 1965 року представляв у Гамбурзі збірну СРСР на командному чемпіонаті Європи, де здобув дві золоті нагороди (в командному заліку, а також в особистому заліку на 12-й шахівниці). Був також дворазовим золотим медалістом командних чемпіонатів світу серед студентів 1956 року (в командному заліку, а також в особистому заліку на 4-й шахівниці).
1955 року святкував перемогу на чемпіонаті РРФСР, який відбувся в Ленінграді. Найвищий успіх на міжнародній арені припадає на 1967 рік, 2-ге місце на сильному турнірі Hoogovens у Beverwijk (позаду Бориса Спаського, попереду, зокрема, Драголюба Чіріча, Бента Ларсена, Клауса Дарги, Светозара Глігорича i Ласло Сабо). Серед інших значних результатів:
- посів 1-ше місце в Бад-Зальцунгені (1960),
- поділив 3-тє місце в Кисловодську (1966, позаду Юхима Геллера i Леоніда Штейна, разом з Ратміром Холмовим),
- поділив 2-ге місце в Амстердамі (1968, турнір IBM-B, позаду Стаефано Татаї, разом з Робертом Гартохом),
- поділив 3-тє місце в Поляниці-Здруй (1972, меморіал Акіби Рубінштейна, позаду Яна Смейкала i Євгена Васюкова, разом з Юрієм Разуваєвим),
- поділив 1-ше місце в Лейпцигу (1973, разом з Властімілом Гортом i Буркхардом Маліхом),
- посів 1-ше місце в Албені (1976).

Найвищий рейтинг Ело у кар'єрі мав 1 липня 1972 року, досягнувши 2545 пунктів ділив тоді 38-41-ше місце (разом з Яном Смейкалом, Ларрі Евансом i Гельмутом Пфлегером) у рейтинг-листі ФІДЕ, водночас посідав 23-тє місце серед радянських шахістів.